# Vasile Pintilie
Vasile Pintilie (n. 11 ianuarie 1958, Obârșeni, județul Vaslui, România) este un om politic român, senator începând din 2008, în județul Vaslui, într-un colegiu ce cuprinde orașul Bârlad și 20 de comune din jurul acestuia.
Este absolvent al Facultății de Cibernetică Economică din cadrul ASE București, promoția 1982, a lucrat la Fabrica de rulmenți din Bârlad. Din 1990, derulează afaceri în domeniile televiziunii prin cablu, comerțului și tehnologiei informației.